# 릭 머서

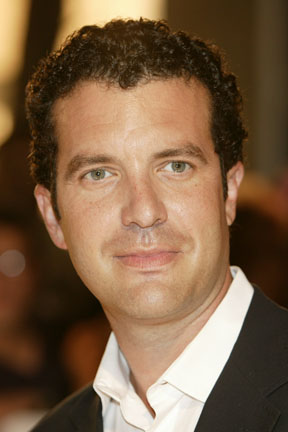
릭 머서

릭 머서(Richard Vincent "Rick" Mercer)는 캐나다의 희극 배우이자 배우, 정치 비평가, 블로거이다. 1969년 10월 17일 캐나다 뉴펀들랜드 래브라도주 세인트 존스 시에서 태어났다. 캐나다의 대표적 동성애 배우이다.
1990년, 오타와에서 "The Great Canadian Theatre Company"가 만든 Show Me the Button, I'll Push It, Charles Lynch Must Die란 프로그램을 통해 상을 수상하면서 대중적인 주목을 받기 시작했다. 그가 캐나다 전역을 돌며 진행한 프로그램 Canadian life after Meech Lake와 Show Me the Button 프로그램에서 정치 풍자 코너를 통해 전국구 스타로 발돋움 했다.
텔레비전 방송 연출자 제럴드 런즈(Gerald Lunz)는 릭 머셔를 발굴하고 키운 동료이자 애인이다. 그는 릭 머셔의 텔레비전 프로그램 "The Rick Mercer Report"의 책임 연출자를 맡고 있다.